# Visão livre
Visão livre (também conhecida como visão do mouse) descreve a capacidade de mover um mouse, joystick, alavanca analógica ou D-pad para girar a visão do personagem do jogador em jogos eletrônicos. É quase sempre usado para mecanismos de jogos 3D e foi incluído em videogames de RPG, jogos de estratégia em tempo real, jogos de tiro em terceira pessoa , jogos de tiro em primeira pessoa, jogos de corrida e simuladores de voo . A visão livre é quase universal em jogos modernos, mas foi um dos avanços técnicos significativos dos jogos de perspectiva em primeira pessoa de meados da década de 1990. Muitos jogos de console modernos dedicam uma dos várias alavancas analógicas no gamepad inteiramente para girar a visão, enquanto alguns jogos de console mais antigos, quando os gamepads geralmente tinham menos ou apenas um único D-pad ou alavanca analógica, tinham um recurso em que o único D-pad ou alavanca analógica moveria a visão em vez do personagem enquanto o jogador pressionava outro botão ao mesmo tempo, muitas vezes rotulado no jogo como o "botão de visão".
Em jogos cujos sistemas de visão livre são controlados fluidamente por meio de um dispositivo apontador, como um mouse ou o apontador infravermelho do Wii Remote, a câmera mudará de ângulo quando o cursor se aproximar de uma borda da tela. Para travar o ângulo da câmera, o jogador pode posicionar o cursor em uma região central da tela chamada de zona morta, deixada de forma que impede que a câmera se mova. Isso permite que o jogador mantenha um foco constante no que está à frente, e a extensão e o tamanho da zona morta podem ser personalizáveis em certos jogos.

## História
Jogos em primeira pessoa totalmente em 3D com visão livre restrita apareceram já em 1992 no PC, permitindo que o jogador olhasse para cima e para baixo, embora a visão fosse controlada por teclas dedicadas em vez do mouse. Na época, ainda era uma tecnologia de ponta e não se tornou difundida até a era dos aceleradores 3D. Ultima Underworld: The Stygian Abyss, lançado em março de 1992, assim como o posterior System Shock (que foi feito no mesmo motor), permitia ao jogador manipular a câmera, olhando para a esquerda, direita, para cima ou para baixo usando teclas dedicadas ou usando o mouse para clicar nas bordas da tela.
O jogo de arcade de tiro em primeira pessoa da Taito, Gun Buster, lançado em agosto de 1992, apresentava um esquema de controle único onde o jogador se move usando um joystick de oito direções e mira usando uma arma de luz posicional montada. O jogador pode virar à esquerda ou à direita movendo o ponteiro da arma para as bordas esquerda ou direita da tela. No entanto, o jogo não tinha a capacidade de olhar para cima ou para baixo.
No jogo Doom de 1993, não era possível para o jogador inclinar a visão para cima ou para baixo, embora Heretic da Raven Software, baseado no mesmo motor de Doom e lançado em 1994, tenha adicionado uma visão livre restrita ao motor. Dark Forces foi lançado em 1995 e apresentava visão 3D, mas mais restrita do que a visão livre dos anteriores Ultima Underworld e System Shock.
O lançamento da Raven Software em novembro de 1994, CyClones, apresentava uma implementação básica da visão livre; o movimento principal era via teclado (com girar e metralhar através de combinações de teclas), mas o ponto de mira da arma na tela era movido independentemente através do mouse. Mover o ponto de mira para a borda da tela faria com que o ponto de vista se deslocasse temporariamente para cima ou para o lado. Este sistema provou ser complicado e a Raven Software não desenvolveu mais este sistema em particular. A versão DOS de 1993 de Bram Stoker's Dracula também usava o mouse para apontar a mira da arma do jogador, semelhante a CyClones, mas o ponto de vista do jogador era controlado inteiramente pelo teclado e não se movia com a mira.
O próximo grande passo foi usar o mouse para controlar a visão livre. Marathon da Bungie, lançado em dezembro de 1994 para o Apple Macintosh foi o primeiro grande lançamento a apresentar a visão livre controlada pelo mouse que mais tarde se tornaria universal. O primeiro grande jogo para PC a permitir visão do mouse foi Descent; não era o mapeamento de controle padrão, mas rapidamente se tornou o de facto devido à necessidade inerente do jogo de poder constantemente olhar em todas as três dimensões. O primeiro jogo com visão do mouse totalmente 3D em tempo integral por padrão foi Terminator: Future Shock (publicado pela Bethesda Softworks em 1995). No entanto, Terminator: Future Shock não se tornou muito popular e o Marathon original não estava disponível na plataforma PC, então seu impacto foi limitado. Quake (1996), é amplamente considerado o ponto de virada para tornar a visão livre o padrão, em parte devido ao seu recurso multijogador na Internet, que permitiu que um grande número de jogadores de mouse e teclado se enfrentassem frente a frente, e provou a superioridade da visão do mouse sobre os controles apenas de teclado. Embora os jogos usando motores mais antigos continuassem a aparecer por alguns anos, o boom do acelerador 3D em meados da década de 1990 significou que, pela primeira vez, os verdadeiros motores 3D poderiam ser executados em PCs domésticos, e a visão de mouse livre se tornaria rapidamente essencial e padrão em quase todos os jogos 3D.
GoldenEye 007 (1997) estendeu a disseminação desta técnica, introduzindo-a nos consoles ao incorporar a mira manual do atirador de pistola leve da Sega Virtua Cop (1994) em sua jogabilidade de tiro em primeira pessoa. De acordo com o criador Martin Hollis: "Acabamos com uma jogabilidade inovadora, em parte porque tínhamos recursos do Virtua Cop em um FPS: uma arma que contém apenas 7 balas e um botão de recarga, muitas animações de acertos dependentes da posição, inocentes que você não deveria matar e um modo de mira. Quando você pressiona R no GoldenEye, o jogo basicamente muda para o modo Virtua Cop."